# Cornucalanus simplex
Cornucalanus simplex är en kräftdjursart som beskrevs av Wolfenden 1905. Cornucalanus simplex ingår i släktet Cornucalanus, och familjen Phaennidae. Inga underarter finns listade i Catalogue of Life.